# Rothenstein (Turyngia)
Rothenstein – miejscowość i gmina w Niemczech, w kraju związkowym Turyngia, w powiecie Saale-Holzland, wchodzi w skład wspólnoty administracyjnej Südliches Saaletal.